# Кодовое название «Южный гром»
«Кодовое название „Южный гром“» (рум. Codul «Fulgerul de sud») — советский художественный телевизионный фильм 1980 года, снятый режиссёром Николаем Гибу на киностудии «Молдова-фильм».

## Сюжет
Сюжет двухсерийного фильма разворачивается в 1944 году во время подготовки к Ясско-Кишинёвской операции. Кодовое название операции «Южный гром». В её основе планируется дезинформировать противника, разгромить крупную немецко-румынскую группировку, прикрывавшую балканское направление, освободить Молдавию и вывести Румынию из войны.
Немецкому командованию становится известно о готовящейся операции, но детали операции узнать не удаётся. Абвер стремится всеми средствами разгадать планы советского командования. Строгая секретность советской наступательной операции не позволяет немецкому командованию выяснить все детали. В дело вступают шпионы, внедрённые в ряды советской армии. 
Затем, желая получить необходимую информацию, Абвер начинает операцию «Родственник». Немецкий агент под видом подпольщика-антифашиста тайно пробирается в квартиру майора контрразведки Чумаковой. Она считает, что её дети погибли в начале войны, но агент утверждает, что они живы и находятся в немецком тылу. Женщина находится в замешательстве. Ставка даёт разрешение включить майора Чумакову в игру по дезинформации противника. Агент Абвера не предполагает, что он стал пешкой в игре советской контрразведки.

## В ролях
- Вячеслав Шалевич — командарм, генерал-лейтенант Березов
- Михаил Волков — полковник контрразведки Данилов
- Алла Покровская — майор контрразведки Зинаида Ивановна Чумакова
- Игорь Васильев — полковник «Павел»
- Игорь Чирков — Миша, ординарец полковника Данилова
- Вячеслав Мадан — старшина Василий Григораш
- Нелли Мельник — старший сержант Тамара, регулировщица
- Клара Лучко — военврач Мария
- Павел Махотин — Павел Владимирович, генерал
- Владимир Литвинов — лейтенант Громов
- Юрий Гусев — капитан Карпов
- Алексей Сысоев — капитан Капелько
- Борис Миронюк — ветеринарный врач Мелющенко
- Всеволод Гаврилов — капитан Миронов
- Виктор Бурхарт — связной кишиневского подполья Панков
- Михаил Погоржельский — генерал Максимилиан Фреттер-Пико
- Эдуард Марцевич — начальник контрразведки Кампинский
- Ян Янакиев — помощник Кампинского
- Штефан Петраке — гармонист

## Места съёмок
Натурные съёмки проводили в г. Флорешты (Молдавия) с участием в эпизодах солдат и офицеров в/ч 61583 (260 мотострелковый полк).